# Dīmītrīs Nikolaou
Dīmītrīs Nikolaou (in greco Δημήτρης Νικολάου?; Calcide, 13 agosto 1998) è un calciatore greco, difensore del Bari, in prestito dal Palermo.

## Caratteristiche tecniche
È un difensore centrale con spiccate doti fisiche, visto i 188 cm di altezza. Mancino naturale, può giocare anche da terzino sinistro e non disdegna il gioco palla al piede, avendo una buona tecnica di base, oltre a essere forte nel gioco aereo.

## Carriera

### Club
Cresciuto nel settore giovanile dell'Olympiacos, ha debuttato in prima squadra il 25 gennaio 2017, in occasione della partita di Coppa di Grecia pareggiata per 1-1 contro l'Arīs Salonicco. Debutta in Champions League subentrando nella partita persa per 2-0 a Torino contro la Juventus e nel turno successivo realizza al Camp Nou prima un autogol che sblocca il punteggio e poi segna la rete del definitivo 1-3 contro il Barcellona.
Il 28 gennaio 2019 viene ceduto in prestito all'Empoli. Esordisce con i toscani (oltre che in Serie A) il 15 aprile seguente partendo titolare nel pareggio per 0-0 in casa dell'Atalanta.
Nonostante le poche partite disputate (4) e la retrocessione in Serie B, a fine anno viene riscattato dal club toscano. Dopo avere trovato poco spazio nel 2019-2020 in serie cadetta, l'anno successivo diviene un titolare della retroguardia degli azzurri con cui raggiunge la promozione in massima serie.
Il 9 agosto 2021 ha firmato un contratto quinquennale con lo Spezia grazie a uno scambio che ha portato Ardian Ismajli all'Empoli. Esordisce il giorno del suo 23º compleanno (13 agosto 2021) in Coppa Italia dove segna un bel gol da fuori area contro il Pordenone, il match si è concluso col risultato di 1-3 per lo Spezia. Il 4 giugno 2023 realizza il suo primo gol in massima serie contro la Roma, che non basta ai liguri per evitare la sconfitta (2-1) e di andare allo spareggio salvezza contro il Verona. Nello spareggio gli spezzini hanno la peggio retrocedendo in B.
Il 14 luglio 2024 viene acquistato dal Palermo. Il 15 dicembre segna la sua prima rete con i rosanero, realizzando il gol del pareggio provvisorio nella partita casalinga persa col Catanzaro per 1-2.
Il 18 luglio 2025 passa in prestito al Bari, in Serie B.

### Nazionale
Dopo aver giocato con le varie rappresentative giovanili greche, ha esordito con la nazionale maggiore il 15 maggio 2018, nell'amichevole persa per 2-0 contro l'Arabia Saudita.

## Statistiche

### Presenze e reti nei club
Statistiche aggiornate al 17 agosto 2025.
| Stagione          | Squadra           | Campionato        | Campionato | Campionato | Coppe nazionali | Coppe nazionali | Coppe nazionali | Coppe continentali | Coppe continentali | Coppe continentali | Altre coppe | Altre coppe | Altre coppe | Totale | Totale |
| Stagione          | Squadra           | Comp              | Pres       | Reti       | Comp            | Pres            | Reti            | Comp               | Pres               | Reti               | Comp        | Pres        | Reti        | Pres   | Reti   |
| ----------------- | ----------------- | ----------------- | ---------- | ---------- | --------------- | --------------- | --------------- | ------------------ | ------------------ | ------------------ | ----------- | ----------- | ----------- | ------ | ------ |
| 2016-2017         | Olympiakos        | SL                | 2          | 0          | CG              | 4               | 1               | UEL                | 0                  | 0                  | -           | -           | -           | 6      | 1      |
| 2017-2018         | Olympiakos        | SL                | 9          | 0          | CG              | 7               | 0               | UCL                | 3                  | 1                  | -           | -           | -           | 19     | 1      |
| 2018-gen. 2019    | Olympiakos        | SL                | 0          | 0          | CG              | 1               | 0               | UEL                | 0                  | 0                  | -           | -           | -           | 1      | 0      |
| Totale Olympiakos | Totale Olympiakos | Totale Olympiakos | 11         | 0          |                 | 12              | 1               |                    | 3                  | 1                  |             | -           | -           | 26     | 2      |
| gen.-giu. 2019    | Empoli            | A                 | 4          | 0          | CI              | 0               | 0               | -                  | -                  | -                  | -           | -           | -           | 4      | 0      |
| 2019-2020         | Empoli            | B                 | 15+1       | 0          | CI              | 3               | 0               | -                  | -                  | -                  | -           | -           | -           | 19     | 0      |
| 2020-2021         | Empoli            | B                 | 29         | 0          | CI              | 0               | 0               | -                  | -                  | -                  | -           | -           | -           | 29     | 0      |
| Totale Empoli     | Totale Empoli     | Totale Empoli     | 49         | 0          |                 | 3               | 0               |                    | -                  | -                  |             | -           | -           | 52     | 0      |
| 2021-2022         | Spezia            | A                 | 36         | 0          | CI              | 1               | 1               | -                  | -                  | -                  | -           | -           | -           | 37     | 1      |
| 2022-2023         | Spezia            | A                 | 36+1       | 1          | CI              | 2               | 0               | -                  | -                  | -                  | -           | -           | -           | 39     | 1      |
| 2023-2024         | Spezia            | B                 | 34         | 0          | CI              | 2               | 0               | -                  | -                  | -                  | -           | -           | -           | 36     | 0      |
| Totale Spezia     | Totale Spezia     | Totale Spezia     | 107        | 1          |                 | 5               | 1               |                    | -                  | -                  |             | -           | -           | 113    | 2      |
| 2024-2025         | Palermo           | B                 | 29         | 1          | CI              | 1               | 0               | -                  | -                  | -                  | -           | -           | -           | 29     | 1      |
| 2025-2026         | Bari              | B                 | 0          | 0          | CI              | 1               | 0               | -                  | -                  | -                  | -           | -           | -           | 1      | 0      |
| Totale carriera   | Totale carriera   | Totale carriera   | 195        | 2          |                 | 22              | 2               |                    | 3                  | 1                  |             | -           | -           | 220    | 5      |

### Cronologia presenze e reti in nazionale
| Cronologia completa delle presenze e delle reti in nazionale ― Grecia | Cronologia completa delle presenze e delle reti in nazionale ― Grecia | Cronologia completa delle presenze e delle reti in nazionale ― Grecia | Cronologia completa delle presenze e delle reti in nazionale ― Grecia | Cronologia completa delle presenze e delle reti in nazionale ― Grecia | Cronologia completa delle presenze e delle reti in nazionale ― Grecia | Cronologia completa delle presenze e delle reti in nazionale ― Grecia | Cronologia completa delle presenze e delle reti in nazionale ― Grecia |
| Data                                                                  | Città                                                                 | In casa                                                               | Risultato                                                             | Ospiti                                                                | Competizione                                                          | Reti                                                                  | Note                                                                  |
| --------------------------------------------------------------------- | --------------------------------------------------------------------- | --------------------------------------------------------------------- | --------------------------------------------------------------------- | --------------------------------------------------------------------- | --------------------------------------------------------------------- | --------------------------------------------------------------------- | --------------------------------------------------------------------- |
| 15-5-2018                                                             | Siviglia                                                              | Arabia Saudita                                                        | 2 – 0                                                                 | Grecia                                                                | Amichevole                                                            | -                                                                     |                                                                       |
| Totale                                                                |                                                                       | Presenze                                                              | 1                                                                     |                                                                       | Reti                                                                  | 0                                                                     |                                                                       |

## Palmarès

### Club

#### Competizioni nazionali
- Campionato greco: 1

Olympiakos: 2016-2017
- Campionato italiano di Serie B: 1

Empoli: 2020-2021